# Ad-Dindar
Ad-Dindar – miasto w Sudanie, w prowincji Sannar. Według danych szacunkowych na rok 2008 liczyło 25 567 mieszkańców.